# 1924年冬季奥林匹克运动会
1924年冬季奧林匹克運動會（英語：the I Olympic Winter Games），也就是第一屆冬季奧林匹克運動會，在法國的霞慕尼舉行。最初稱為「國際冬季運動週」（Semaine des Sports d'Hiver）。由法国国家奥林匹克和体育委员会（組織主辦，其賽事由1月25日至2月5日，賽程都在白朗峰舉行，由於活動取得了巨大成功，國際奧林匹克委員會隨後追認其為「第一屆冬季奧林匹克運動會」。
夏季奧運會與冬季奧運會在同一年舉辦的傳統持續到1992年，之後改為現行模式，即在每屆夏季奧運會後的第二年舉辦冬季奧運會。
儘管花式滑冰曾是倫敦和安特衛普的奧運項目，冰球也曾出現在安特衛普的比賽中，但冬季運動始終受到季節限制。1921年，在洛桑舉行的國際奧委會會議上，提出了為冬季運動爭取平等地位的倡議。經過多次討論最終決定於1924年在霞慕尼舉辦一次「國際冬季運動週」。
雖然「國際冬季運動週」的官方16個比賽項目和6個奧運會項目中並未包括登山，但閉幕式上皮埃爾·德·顧拜旦頒發「登山」（高山運動）金牌，授予1922年英國珠穆朗瑪峰探險隊的成員。探險隊由副隊長愛德華·萊斯爾·斯特魯特上校（Lt Col Edward Strutt）代表，在霞慕尼接受了這一榮譽。

## 比賽項目
此次冬季奧運共有7大項運動16小項。很多資料來源都不把冰壺與冬季兩項列出來，或者是把這兩項運動列為表演賽。然而，在1924年冬季奧運並沒有這樣的設計。國際奧委會在2006年2月決定將冰壺列為冬季奧運的正式比賽。
- 雪车
- 冰壶
- 花样滑冰
- 冰球
- 冬季两项（越野滑雪與射擊）
- 北欧两项
  - 越野滑雪
  - 跳台滑雪
- 速度滑冰

## 參賽國家及地區
來自16個國家的運動員參加了首屆冬季奧運會。德國被禁止參賽，取而代之的是舉辦了一系列名為「德國戰鬥運動會」（Deutsche Kampfspiele）的比賽。
| - 奥地利（4） - 比利时（18） - 加拿大（12） - 捷克斯洛伐克（27） - 芬兰（17） - 法国（43） - 英国（44） - 匈牙利（4） |  | - 意大利（23） - 拉脱维亚（2） - 挪威（14） - 波兰（7） - 瑞士（31） - 瑞典（30） - 美国（24） - 南斯拉夫（4） |

## 奖牌榜
*   主办国家/地区（法国）
| 排名                      | 国家 / 地区               | 金牌 | 銀牌 | 銅牌 | 总计 |
| ------------------------- | ------------------------- | ---- | ---- | ---- | ---- |
| 1                         | 挪威                      | 4    | 7    | 6    | 17   |
| 2                         | 芬兰                      | 4    | 4    | 3    | 11   |
| 3                         | 奥地利                    | 2    | 1    | 0    | 3    |
| 4                         | 瑞士                      | 2    | 0    | 1    | 3    |
| 5                         | 美国                      | 1    | 2    | 1    | 4    |
| 6                         | 英国                      | 1    | 1    | 2    | 4    |
| 7                         | 瑞典                      | 1    | 1    | 0    | 2    |
| 8                         | 加拿大                    | 1    | 0    | 0    | 1    |
| 9                         | 法国*                     | 0    | 0    | 3    | 3    |
| 10                        | 比利时                    | 0    | 0    | 1    | 1    |
| 总计（共10个国家 / 地区） | 总计（共10个国家 / 地区） | 16   | 16   | 17   | 49   |

註：有兩個國家在500米速度滑冰项目上並列銅牌

## 另見
- 100周年紀念的2024年夏季奥林匹克运动会，但是夏季與冬季不同年舉行。

## 註解
1. ↑  在1924年閉幕式上，共有13名探險隊成員被授予金牌。後來應1922年探險隊隊長查爾斯·格蘭維爾·布魯斯將軍（英语：Charles Granville Bruce）（General Charles Granville Bruce）的要求，又有8名探險隊成員被追授金牌。[5]